# Ze willen mee
Ze willen mee is een lied van de Nederlandse dj Hardwell en de rappers Bizzey, Lil' Kleine en Chivv. Het werd in 2019 als single uitgebracht. 

## Achtergrond
Ze willen mee is geschreven door Robbert van de Corput, Leo Roelandschap, Felix Laman, Jorik Scholten en Chyvon Pala en geproduceerd door Hardwell en Bizzey. Het is een nummer uit het genre nederhop. In het lied rappen de artiesten over vrouwen die bij het uitgaan met hun naar huis en naar bed willen gaan. In het lied is een sample van het lied E.I. van Nelly uit 2001 te horen en herhaalt Lil' Kleine een stukje tekst uit zijn rapstuk in het lied 1 op jou, welke hij eerder in 2018 samen met Sjaak en Sidney Samson had uitgebracht. De single heeft in Nederland de dubbel platina status.
De samenwerking van de rappers met de dj Hardwell is een opvallende, daar hij normaal muziek uit de genres progressive house en electro house uitbrengt. Hardwell die benaderde Lil' Kleine over een samenwerking nadat hij een demoversie van het nummer hoorde toen de twee naast elkaars hotelkamer op vakantie zaten. Hierop vroeg de dj of hij ook op het nummer zijn bijdrage mocht leveren. Hij deelde vervolgens een beat van het nummer aan Bizzey. De dj had dus nog niet eerder met de artiesten samengewerkt, maar de rappers hadden wel al eerder samenwerkingen met elkaar. Zo stonden Bizzey en Chivv eerder op Ja! en na Ze willen mee op Last man standing. Chivv en Lil' Kleine stonden samen op de hit Beetje moe en herhaalden de samenwerking in 2019 op Je kent 't wel.

## Hitnoteringen
De artiesten hadden succes met het lied in de hitlijsten van Nederland. Het piekte op de vierde plaats van de Single Top 100 en stond 24weken in deze hitlijst. In de Nederlandse Top 40 kwam het tot de veertiende plaats in de tien weken dat het er in te vinden was. 